# Édouard Lockroy
Édouard-Étienne-Antoine Simon, detto Lockroy (Parigi, 18 luglio 1838 – Parigi, 22 novembre 1913), è stato un politico francese.

## Biografia
Figlio del drammaturgo Joseph-Philippe Simon, partecipò alle imprese di Giuseppe Garibaldi e seguì Ernest Renan in Siria. Eletto deputato nel 1871, si dimise dopo due mesi per prendere parte alla Comune di Parigi e fu incarcerato dal governo di Versailles. Di seguito venne rieletto parlamentare nel 1873, carica che riuscì a mantenere ininterrottamente per 37 anni consecutivi, fino al 1910.
Nel corso degli anni ebbe diversi incarichi di governo: fu due volte ministro della Marina, ma anche ministro del Commercio e dell'Industria e poi della Pubblica Istruzione.
Morì all'età di 75 anni a Parigi, dove venne sepolto al cimitero di Père-Lachaise.